# Apache MXNet
Apache MXNet és un marc de programari d'aprenentatge profund de codi obert, utilitzat per entrenar i desplegar xarxes neuronals profundes. És escalable, permet una formació ràpida de models i admet un model de programació flexible i diversos llenguatges de programació (inclosos C++, Python, Java, Julia, MATLAB, JavaScript, Go, R, Scala, Perl i Wolfram Language). La biblioteca MXNet és portàtil i pot escalar a diverses GPU així com a diverses màquines. Va ser desenvolupat conjuntament per Carlos Guestrin a la Universitat de Washington (juntament amb GraphLab).
Apache MXNet és un marc d'aprenentatge profund escalable que admet models d'aprenentatge profund, com ara; xarxes neuronals convolucionals (CNN) i xarxes de memòria a llarg termini (LSTM).
MXNet es pot distribuir en una infraestructura de núvol dinàmica mitjançant un servidor de paràmetres distribuït (basat en la investigació de la Carnegie Mellon University, Baidu i Google). Amb múltiples GPU o CPU, el marc s'acosta a l'escala lineal.
MXNet admet Python, R, Scala, Clojure, Julia, Perl, MATLAB i JavaScript per al desenvolupament de front-end, i C++ per a l'optimització de back-end.
MXNet és compatible amb proveïdors de núvols públics, inclosos Amazon Web Services (AWS) i Microsoft Azure. Amazon ha escollit MXNet com a marc d'aprenentatge profund escollit a AWS. Actualment, MXNet compta amb el suport d'Intel, Baidu, Microsoft, Wolfram Research i institucions de recerca com Carnegie Mellon, MIT, la Universitat de Washington i la Universitat de Ciència i Tecnologia de Hong Kong.